# Alexandru Buligan
Alexandru Buligan (n. 22 aprilie 1960, Drobeta Turnu-Severin) este un handbalist român, care a făcut parte din lotul echipei naționale de handbal a României, medaliată cu bronz olimpic la Los Angeles 1984.

## Biografie
A absolvit Facultatea de Electrotehnică din Timișoara. A debutat în prima ligă de handbal la
Politehnica Timișoara în septembrie 1976, iar în echipa națională la 30 noiembrie 1975. Prin întreaga sa activitate a generat un palmares impresionant:
- medalie olimpică de bronz la JO de la Los Angeles – 1984
- medalie de bronz la Campionatul Mondial din Cehoslovacia – 1990
- cel mai bun portar al CM din Cehoslovacia – 1990
- Campion mondial universitar în anii 1981, 1985 și 1987
- Supercupa Campionilor Mondiali și Olimpici – 1983
- Are 230 de selecții în echipa României
- A câștigat Cupa României, cu Politehnica Timișoara, în anul 1986
- După 1990 s-a transferat în Spania unde a jucat la echipele Arrate, Lagun Aro și Portland San Antonio
- Campion al Spaniei cu Portland San Antonio
- Câștigător al Ligii Campionilor EHF – 2001
- Campion mondial cu Spania (ca antrenor) în anul 2005